# Куземівка (станція)
Кузе́мівка — вантажно-пасажирська залізнична станція Куп'янської дирекції Південної залізниці.
Розташований у селі Куземівка та селищі Новоселівське, Сватівський район, Луганської області на лінії Куп'янськ-Вузловий — Красноріченська між станціями Сватове (22 км) та Кислівка (16 км).
Обслуговується приміськими дизель-поїздами, а також пасажирськими:
- Лисичанськ — Київ (через Суми),
- Лисичанськ — Хмельницький (через Полтаву, Вінницю)
- Лисичанськ — Харків 2 пари.
- Лисичанськ — Ужгород (через Суми, Коростень)

Не зважаючи на військову агресію Росії на сході Україні, транспортне сполучення не припинене, щодоби дві пари приміських поїздів здійснюють перевезення за маршрутом Сватове — Куп'янськ-Вузловий.